# Honor Frost
Honor Frost (Nicosia, 28 de octubre de 1917 - Londres, 12 de septiembre de 2010) fue una arqueóloga subacuática pionera en esta profesión, que dirigió muchas investigaciones arqueológicas en el Mediterráneo, especialmente en Líbano. Destacó por su tipología de anclas de piedra y por sus habilidades en ilustración arqueológica.

## Biografía
Frost nació como hija única en Nicosia, Chipre. Fue huérfana a una edad temprana y se quedó bajo la custodia de Wilfred Evill, un abogado y coleccionista de arte de Londres.
Fue a una escuela de arte, trabajó en diseño de escenografía de ballet y trabajó en el museo Tate Britain. Además de sus intereses artísticos, también fue la clase de aventurera que una vez se vistió con un traje de buceo de la Segunda Guerra Mundial en la fiesta de un amigo en Wimbledon con intención de bucear en el estanque del siglo XVII del jardín. Desde esta primera incursión en el buceo, Frost quedó encantada con esta práctica, tanto que una vez llegó a decir que «el tiempo pasado fuera del agua era tiempo desperdiciado». Aprendió a bucear por su cuenta.
Honor Frost fue una pionera en una disciplina que no existía en esa época, usando una tecnología que apenas se conocía.

## Trayectoria
Frost se convirtió en buceadora después de que Cousteau inventara la escafandra autónoma o SCUBA y trabajó como buzo y artista a principios de los años 50 en Francia e Italia. Formando parte del primer club de submarinismo del mundo, el Club Alpin Sous-Marin, tuvo su primera experiencia en excavación submarina de naufragios con Frederic Dumas, el asistente de Jacques Cousteau, quien fue su mentor y amigo. Dumas contó con Frost en el buceo arqueológico del naufragio del barco romano Anthéor, después rebautizado como Chrétienne A, en la costa sur de Francia.
En 1957 siguió desarrollando sus aptitudes como arqueóloga cuando se unió al equipo de la arqueóloga Kathleen Kenyon en Jericó. Fue la encargada de dibujar los descubrimientos encontrados. Sin embargo, se dio cuenta de que la arqueología sobre tierra no era lo suyo. Pensó en adaptar sus nuevas habilidades a la arqueología marina y supo adaptar las técnicas aprendidas para el registro de muchos de los hallazgos en sus siguientes trabajos. 
Después de Jericó se fue a Líbano, donde exploró, bajo la dirección del Instituto Francés de Arqueología de Beirut, los antiguos puertos de Biblos, Sidón y Tiro. Allí consolidó su preferencia por los puertos y especialmente por las anclas de piedra. Consideraba que para entender el funcionamiento de un motor había que entender también cómo funcionan sus frenos. Por eso, creía muy relevante el papel de las antiguas anclas de piedra, para poder identificar barcos hundidos y entender patrones de comercio de la época.
En una expedición en Turquía sobre los restos del naufragio de Gelidonya —encontrado en 1959 por el buzo turco Mustafa Kapkin y el fotorreportero estadounidense Peter Throckmorton— descubrió que era de la Edad de Bronce tardío. Por este hallazgo obtuvo Frost un gran reconocimiento al darse cuenta su importancia, ya que además de comprobar que el naufragio no era micénico, sino fenicio, proporcionó la primera evidencia de que los fenicios comerciaron por vía marítima antes de la Edad de Hierro. Convenció a Joan du Plat Taylor, a quien había conocido en el Instituto de Arqueología de la University College de Londres, para convertirse en codirector de la excavación en Gelidonya. El barco naufragado de la Edad del Bronce, que fue datado en el siglo XII a. C., era el naufragio conocido más antiguo del mundo en aquel momento. La excavación de este naufragio fue de suma importancia al ser el primero que se excavó siguiendo una metodología científica rigurosa.
En 1968 Frost dirigió una expedición de la UNESCO para prospectar el Faro situado en el puerto de Alejandría, por lo cual más tarde en 1997 le otorgaron una medalla del gobierno francés por ser pionera en la arqueología submarina de Egipto.
Desde 1971, dirigió la investigación de la nave de guerra fenicia de Marsala en Sicilia, Italia. Dedicó gran parte de su vida académica a estudiar y clasificar los tipos de anclas usadas en el Mediterráneo. Su contribución al conocimiento de la arqueología náutica en el Mediterráneo es extenso.
En 2005, el Club Sub-Aqua Británico (BSAC) le otorgó el premio Colin McLeod de Fomento de la cooperación internacional en el buceo por su trabajo en arqueología.
Murió el 12 de septiembre de 2010. La sustancial colección de arte que heredó tras la muerte de Wilfred Evill fue usada para dotar a la Fundación Honor Frost, la cual suministró fondos para financiar actividades de arqueología submarina en el Mediterráneo.

## Artículos seleccionados
- Bajo el mediterráneo: antigüedades marinas, publicado por Routledge (1963, 1969)
- «Diggings in The Deep» en Saudí Aramco World, Noviembre/Diciembre (1964) pp28–32
- «Ancore, the potsherds of marine archaeology: on the recording of pierced stones from the Mediterranean» en Marine Archaeology 1973, pp. 397–409.
- «The Punic wreck in Sicily 1. Second season of excavation (1974)», en International Journal Nautical Archaeology Volume 3 Issue 1 pp. 35–40 (1974)
- The Marsala Punic Warship
- «The Pharos Site, Alexandria, Egypt» International Journal of Nautical Archaeology, (1975) 4:126–130.
- «When is a wreck not a wreck» International Journal of Nautical Archaeology, (1976) vol 5 issue 2 pp 101–105
- «Pyramidal Stone Anchors: An Enquiry» in Institute of Nautical Archaeology (INA) TROPIS Volume 1 (1985)
- «Where did they build ancient warships?» in Institute of Nautical Archaeology (INA) TROPIS Volume 2 (1987)
- «How Carthage Lost the Sea: Off the Coast of Sicily, a Punic Warship Gives up its Secret», Natural History, December 1987; 58–67
- «Where did Bronze Age Ships Keep their Stone Anchors?» in Institute of Nautical Archaeology (INA) TROPIS Volume 3 (1989)
- «Old Saws», Institute of Nautical Archaeology (INA) TROPIS Volume 4 (1991)